# دائرة قصبة تادلة
دائرة قصبة تادلة هي إحدى دوائر إقليم بني ملال، التابع لجهة بني ملال خنيفرة، المملكة المغربية. تضم الدائرة 4 جماعات قروية، وبلغ عدد سكانها 52165 فرداً سنة 2004 حسب الإحصاء الرسمي للسكان والسكنى. يتبع للدائرة 10 مشيخة و70 دوار.

## التقسيمات الإداريّة
تعتبر دائرة قصبة تادلة إحدى الدوائر المشكّلة لإقليم بني ملال، وهو التقسيم الإداري من المستوى الرابع المعتمد في المغرب. ينقسم إقليم بني ملال إلى 18 جماعات قروية تختلف من حيث السكان والمساحة، والتي بدورها تنقسم إلى مشيخات تضم عدداً من الدواوير.